# Centrale idroelettrica di Aymavilles
La centrale idroelettrica di Aymavilles è situata nel comune di Aymavilles in Valle d'Aosta, e posta sull'asta fluviale del fiume Dora Baltea.

## Caratteristiche
Si tratta di una centrale ad acqua fluente che sfrutta le acque del torrente Grand Eyvia oltre allo scarico della centrale Grand Eyvia.
Lo sbarramento sul torrente Grand Eyvia è costituito da una traversa fissa tracimabile con paratoia sghiaiatrice.